# انتقام‌جویان: جنگ ابدیت
انتقام‌جویان: جنگ ابدیت (به انگلیسی: Avengers: Infinity War) یک فیلم ابرقهرمانی آمریکایی به کارگردانی برادران روسو و نویسندگی کریستوفر مارکوس و استیون مک‌فیلی است که بر پایهٔ گروه خیالی انتقام‌جویان از شرکت مارول کامیکس می‌باشد. این فیلم توسط مارول استودیوز تهیه شده و توسط استودیو سینمایی والت دیزنی توزیع شده‌است. جنگ ابدیت دنباله‌ای بر فیلم‌های شرکت مارول محسوب می‌شود و نوزدهمین فیلم در دنیای سینمایی مارول به‌شمار می‌رود. در این فیلم بیشتر بازیگران دنیای سینمایی مارول و به خصوص بازیگران فاز سوم از جمله رابرت داونی جونیور، کریس همسورث، مارک رافلو، کریس ایوانز، اسکارلت جوهانسون، بندیکت کامبربچ، تام هالند، چادویک بوزمن، الیزابت اولسن، کریس پرت، زوئی سالدانیا و جاش برولین به ایفای نقش پرداخته‌اند. در جنگ ابدیت، نگهبانان کهکشان به انتقام‌جویان می‌پیوندند تا با تانوس برای جلوگیری از جمع‌آوری سنگ‌های ابدیت مقابله کنند.
خبر ساخت این فیلم در اکتبر ۲۰۱۴ اعلام شد و گفته شد انتقام‌جویان: جنگ ابدیت - قسمت ۱ نام آن خواهد بود. در آوریل ۲۰۱۵ اعلام شد که برادران روسو کارگردانی این فیلم را بر عهده داشتند و کریستوفر مارکوس و استیون مک‌فیلی فیلم‌نامه را نوشتند. در ژوئیه ۲۰۱۶، مارول اعلام کرد عنوان فیلم انتقام‌جویان: جنگ ابدیت خواهد بود. فیلمبرداری پی در پی جنگ ابدیت و دنباله‌اش در ۲۳ ژانویه ۲۰۱۷ در آتلانتا آغاز شد. قسمت‌هایی از فیلم نیز در اسکاتلند، انگلستان و نیویورک سیتی فیلمبرداری شد. در ژوئیهٔ ۲۰۱۷ فیلم‌برداری جنگ ابدیت به پایان رسید. بودجه ساخت فیلم چیزی بیش تر از ۳۰۰ میلیون دلار اعلام شده‌است که انتقام‌جویان: جنگ ابدیت را در فهرست پرهزینه‌ترین فیلم‌های تاریخ سینما قرار می‌دهد.
انتقام‌جویان: جنگ ابدیت در تاریخ ۲۷ آوریل ۲۰۱۸ در ایالات متحده اکران شد. فیلم نقدهای مثبتی از سوی منتقدان دریافت کرد و در زمینه‌های اجرای تیم بازیگری، جلوه‌های ویژه، توازن احساسی موجود در فیلم و صحنه‌های اکشن ستایش شد. البته بعضی از منتقدان نسبت به فیلم نظر منفی داشتند و به خصوص زمان بسیار طولانی آن را جزو نقاط ضعف فیلم دانستند. انتقام‌جویان: جنگ ابدیت از نظر فروش یکی از موفق‌ترین آثار مارول محسوب می‌شود. فیلم در کمتر از دو هفته موفق به فروش یک میلیارد دلار شد. جنگ ابدیت پرفروش‌ترین فیلم سال ۲۰۱۸، دومین فیلم پرفروش ابرقهرمانی تاریخ، چهارمین فیلم پرفروش در داخل ایالات متحده و پنجمین فیلم پرفروش تمام تاریخ سینما است. فیلم در هفته اول اکران خود ۶۴۱ میلیون دلار فروخت. دنباله این فیلم با عنوان انتقام‌جویان: پایان بازی در ۲۶ آوریل ۲۰۱۹ منتشر شد.

## داستان
تانوس بعد از به دست آوردن سنگ قدرت از سیاره زاندار، به همراه فرقه سیاه (کال اوبسیدین. ابنی ماو. پروکسیما میدنایت و کوروس گلایو) جلوی سفینهٔ بازماندگان آزگارد را می‌گیرد. ثور، هایمدال، لوکی و هالک نمی‌توانند جلوی تانوس را بگیرند و او از طریق تسراکت به سنگ فضا نیز دست پیدا می‌کند. لوکی و هایمدال کشته می‌شوند، هالک شکست می‌خورد و تور هم بیهوش در فضا رها می‌شود. هایمدال در آخرین لحظات هالک را به زمین می‌فرستد و جلوی کشته شدنش را می‌گیرد تا به انتقام جویان در زمین خبر دهد تا آماده نبرد شوند. تانوس سفینه را ترک و آن را به وسیله سنگ قدرت منفجر می‌کند.
هالک در معبد دکتر استرنج در نیویورک سیتی فرود می‌آید و به دکتر بروس بنر تبدیل می‌شود. او به دکتر استرنج و وانگ هشدار می‌دهد که تانوس به دنبال سنگ‌های ابدیت است و می‌خواهد نصف جمعیت جهان را از بین ببرد. به دنبال این، استرنج از تونی استارک می‌خواهد تا به کمک او بیاید و به استیو راجرز خبر دهد تا با یکدیگر مقابل تانوس ایستادگی کنند و همچنین نگذارند او به سنگ ذهن که در اختیار ویژن است دست یابد، اما به دلیل ماجراهای کاپیتان آمریکا: جنگ داخلی تونی استارک از انجام این کار امتناع می‌کند اما آخر سر راضی می‌شود اما در این بین ماو و اوبسیدین به زمین می‌رسند و سعی می‌کنند سنگ زمان را از دکتر استرنج بگیرند. بعد از یک درگیری که در آن مرد عنکبوتی هم وارد می‌شود، ماو دکتر استرنج را اسیر می‌کند؛ پارکر و استارک هم به دنبالش بر روی سفینه‌اش می‌روند. هم چنین بنر هم با استیو راجرز تماس می‌گیرد.
در ادینبرا، میدنایت و گلایو شبانه به ویژن و واندا ماکسیموف حمله می‌کنند. کاپیتان آمریکا، بیوه سیاه و سم ویلسون نجاتشان می‌دهند و با هم به مرکز جدید انتقام‌جویان می‌روند که در آن جا جیمز رودز هم حضور دارد. ویژن پیشنهاد می‌دهد که واندا سنگ ذهن که در درون پیشانی‌اش قرار دارد را نابود کند تا تانوس دستش به آن نرسد. راجرز پیشنهاد می‌دهد که به واکاندا بروند تا در آن جا سنگ از ویژن خارج شود بدون آن که ویژن از بین برود.
نگهبانان کهکشان به محل نابودی سفینهٔ آزگاردی‌ها می‌روند و تور را نجات می‌دهند. او می‌گوید که تانوس به دنبال سنگ واقعیت است که در اختیار کلکتور در نوور می‌باشد. راکت و گوروت به همراه تور به نیداولیر می‌روند تا اسلحه‌ای را به دست آورند که قابلیت کشتن تانوس را دارد. در آنجا به همراه ایتری، استورم‌بریکر را می‌سازند، تبری بسیار قوی که جانشین چکش تور می‌شود. هم‌زمان استار-لرد، گامورا و درکس د دسترویر و مانتیس به نوور می‌رسند و متوجه می‌شوند که تانوس سنگ واقعیت را به دست آورده‌است. تانوس، گامورا را که دختر ناتنی‌اش است می‌رباید. تانوس با شکنجه دادن خواهر ناتنی گامورا یعنی نبیولا محل دقیق سنگ روح را از گامورا می‌گیرد. تانوس و گامورا به سیاره وُرمیر می‌روند و در آن‌جا رد اسکال که نگهبان سنگ روح است به تانوس می‌گوید که این سنگ با قربانی کردن یک نفر که دوستش دارد به دست می‌آید. تانوس نهایتاً گامورا را قربانی می‌کند و سنگ روح را به دست می‌آورد.
نبیولا از چنگ تانوس فرار می‌کند و به نگهبانان کهکشان می‌گوید که او را در سیارهٔ تایتان که قبلاً سیارهٔ تانوس بوده و حالا نابود شده، ملاقات کنند. پارکر و استارک ماو را می‌کشند و سپس بر روی تایتان فرود می‌آیند. آن‌ها با کوییل، درکس و مانتیس ملاقات می‌کنند. دکتر استرنج از سنگ زمان استفاده می‌کند و میلیون‌ها احتمال و راه‌های مختلف برای شکست دادن تانوس را می‌بیند و در نهایت می‌گوید که از بین همهٔ آن‌ها تنها یک راه برای شکست تانوس وجود دارد. گروه با همراهی هم موفق می‌شوند تا تانوس را مهار کنند، تا این که مشخص می‌شود تانوس گامورا را کشته‌است. در این‌جا کوییل کنترل خودش را از دست می‌دهد و در نهایت باعث رهایی تانوس می‌شود. استرنج در ازای نکشتن استارک توسط تانوس، سنگ زمان را در اختیارش می‌گذارد. سپس تانوس به سمت زمین می‌رود.
بعد از رسیدن به واکاندا، راجرز با باکی بارنز دیدار می‌کند و شوری وظیفهٔ خارج کردن سنگ ذهن از ویژن را بر عهده می‌گیرد. ارتش تانوس به واکاندا می‌رسد و تچالا به همراه انتقام‌جویان با آن‌ها درگیر می‌شود. همچنین بنر که موفق نمی‌شود به هالک تبدیل شود، از درون هالک باستر مبارزه می‌کند. تور، راکت و گوروت به زمین می‌رسند و به مبارزه با ارتش تانوس می‌پردازند. میدنایت، اوبسیدین و گلایو کشته می‌شوند و ارتششان پراکنده. تانوس می‌رسد و با از بین بردن ویژن، به سنگ ذهن دست می‌یابد؛ و با وجود این که توسط ثور زخمی می‌شود، اما موفق می‌شود تا دستکش ابدیت را فعال کند و بگریزد.
نقشهٔ تانوس با موفقیت اجرایی می‌شود نصف جمعیت جهان شامل بارنز، درکس، گوروت، مانتیس، ماکسیموف، پارکر، کوییل، استرنج، تچالا و ویلسون محو می‌شوند. نبیولا و استارک در تایتان می‌مانند و هم‌زمان بنر، ام‌باکو، اوکویه، رودز، راکت، راجرز، رومانوف و ثور در صحنهٔ نبرد واکاندا باقی مانده‌اند. تانوس به یک سیارهٔ دیگر می‌رود و با رضایت طلوع خورشید را تماشا می‌کند.
در سکانس‌های پس از تیتراژ، نیک فیوری سیگنالی به شخصی ارسال می‌کند و همراه با ماریا هیل محو می‌شود. آن سیگنال برای کاپیتان مارول ارسال شده‌است.

## بازیگران
- رابرت داونی جونیور در نقش تونی استارک / مرد آهنی:

رهبر و از پایه‌گذاران انتقام‌جویان که خودش را نابغه، میلیاردر، دخترباز و خیّر معرفی می‌کند و زرهی الکترومکانیکی برای خود طراحی کرده‌است. جو روسو دربارهٔ این شخصیت در این فیلم گفت که «تونی حس می‌کند خطری دارد زمین را تهدید می‌کند، برای همین هر چه در توانش دارد انجام می‌دهد تا زمین را امن نگه دارد.»
- کریس همسورث در نقش ثور:

یکی از انتقام‌جویان که ولیعهد آزگارد نیز هست و بر پایهٔ خدای ایسلندی با همین نام می‌باشد. جو روسو دربارهٔ این شخصیت گفت که ثور در این فیلم بعد از اتفاقات فیلم ثور: رگنوراک دیده می‌شود و در آن فیلم اتفاقاتی می‌افتد که وی در موقعیتی جذاب قرار می‌گیرد و انگیزه‌های احساسی واقعی‌ای دارد.
- مارک رافلو در نقش بروس بنر / هالک: یکی از انتقام‌جویان و دانشمند نابغه که وقتی ضربانش بالا می‌رود تبدیل به غول سبز رنگ و بسیار قدرتمندی به اسم هالک می‌شود.[۱۰][۱۱] داستانی از این شخصیت که در ثور: رگنراک شکل گرفته بود، در این فیلم ادامه پیدا می‌کند و در نهایت نیز در دنبالهٔ این فیلم به پایان می‌رسد.[۱۲]
- کریس ایوانز در نقش کاپیتان آمریکا / استیو راجرز

رهبر فرقه جدا شده از انتقام‌جویان و سرباز جنگ جهانی دوم که بدنش توسط تکنولوژی پیشرفته‌ای بهبود فیزیکی فوق‌العاده‌ای یافته. او هفتاد سال در یخ منجمد بود تا این که در دنیای مدرن بیدار شد. برادران روسو می‌گویند راجرز دیگر کاپیتان آمریکا نیست و وقتی در آخر فیلم جنگ داخلی سپرش را انداخت، یعنی هویت کاپیتان آمریکا را کنار گذاشت. جو روسو دربارهٔ او می‌گوید: «وظیفهٔ او نسبت به خودش در تضاد با وظیفه‌اش نسبت به بقیه قرار می‌گیرد. او حالا درگیر این موضوع است که بدون هویت کاپیتان آمریکا و سپرش چه کسی است.»
- اسکارلت جوهانسون در نقش ناتاشا رومانف / بلک ویدو: جاسوس فوق حرفه‌ای و مأمور و انتقام‌جوی سابق شیلد.[۱۵] در مورد برخوردش با نگهبانان کهکشان، جوهانسون گفت که در این مرحله دیگر او را متعجب نخواهد کرد، چرا که پیش از این و در قسمت اول انتقام‌جویان با موجوداتی که از فضا آمده‌اند، برخورد کرده‌است.[۱۶]
- بندیکت کامبربچ در نقش دکتر استیون استرنج:

جراح مغز و اعصاب ماهر که در یک حادثه دست‌هایش آسیب دید و برای درمان به جایی که رفت که با دنیای جادو آشنا شد و برای به دست آورد مهارت‌های آن‌ها آموزش دید و استاد جادوگری شد. آرون لیزر تا پایان فیلم‌برداری جنگ جریان به جای کامبربچ در این نقش ظاهر شد و بعداً سکانس‌هایی که در آن چهرهٔ کامبربچ لازم است دیده شود، دوباره فیلمبرداری شدند.
- دان چیدل در نقش جیمز رودس / ماشین جنگ: افسر سابق نیروی هوایی ایالات متحده آمریکا که ماشین جنگ را کنترل می‌کند.[۱۹]
- تام هالند در نقش پیتر پارکر / مرد عنکبوتی: یک نوجوان که بعد از گزیده شدن توسط عنکبوت به صورت ژنتیکی تغییر یافته و خصوصیات عنکبوت را دارا شده.[۷]
- چادویک بوزمن در نقش تچالا / پلنگ سیاه: پادشاه طایفهٔ خیالی آفریقایی با عنوان واکاندا که با تزریق نوعی گیاه دارویی به بدنش، قدرت خاصی در او شکل گرفته‌است.[۲۰]
- پل بتانی در نقش ویژن: رباتی که ترکیبی از جارویس و سنگ ذهن است.[۱۷]
- الیزابت اولسن در نقش واندا ماکسیمُف / اسکارلت ویچ: انتقام‌جوی سابق و عضو فرقهٔ راجرز که توانایی بازی با ذهن دیگر و جابه‌جایی اجسام از راه دور را دارد.[۲۱]
- آنتونی مکی در نقش سم ویلسون / فالکون: عضو فرقهٔ راجرز و انتقام‌جوی سابق که در چتربازی مهارت دارد و بال‌های مخصوصی دارد که پرواز با آن‌ها آموزش دیده‌است.[۲۲]
- سباستین استن در نقش باکی بارنز / سرباز زمستان: یک آدم‌کش ارتقا یافته که دوست صمیمی راجرز است و بعد از این که تصور می‌شد در جنگ جهانی دوم کشته شده، توسط هایدرا به خدمت گرفته شد و شستشوی مغزی داده شد.[۲۳]
- تام هیدلستون در نقش لوکی: برادر ناتنی ثور که بر اساس یکی خدایان به همین نام است.
- ادریس البا در نقش هایمدال
- پیتر دینکلیج در نقش ایتری
- بندیکت وانگ در نقش وانگ: یکی از استادان جادو که وظیفهٔ نگهداری از اشیا و کتب ارزشمند کامارتاج را برعهده دارد.
- کریس پرت در نقش پیتر کوییل / استار-لرد: وی در کودکی از زمین توسط گروه فضای‌ای که خود را روجرز می‌نامیدند دزدیده و بزرگ شد. او رهبر نگهبانان کهکشان است.

- پام کلمنتیئف در نقش مانتیس: یکی از اعضای نگهبانان کهکشان که قدرت همدلی و انتقال فکر دارد.
- کارن گیلان در نقش نبیولا: یکی از اعضای نگهبانان کهکشان و دخترخواندهٔ تانوس که خواهر ناتنی گامورا نیز هست.
- دیوید باتیستا در نقش درکس د دسترویر: یکی از اعضای نگهبانان کهکشان است که به دنبال تانوس است تا انتقام قتل خانواده‌اش را بگیرد.
- زوئی سالدانیا در نقش گامورا: یکی از اعضای نگهبانان کهکشان که یک یتیم و مجرم بوده و به دنبال جبران گذشته‌اش است. وی توسط تانوس آموزش دیده تا آدم‌کش شخصی‌اش باشد.[۲۴]
- وین دیزل در نقش گروت: یکی از اعضای نگهبانان کهکشان که شکل درخت است.[۲۵] جیمز گان در مورد شخصیت گروت گفت که او در این فیلم همچنان یک نوجوان است و هنوز به سن بلوغ نرسیده‌است.[۲۶] تری نوتاری عهده‌دار ضبط موشن کپچر این شخصیت بود.[۲۷]
- بردلی کوپر در نقش راکت راکون:

یکی از اعضای گروه نگهبانان کهکشان که در واقع یک راکون است که به وسیلهٔ جهش ژنتیکی تبدیل به موجودی ناطق گشته که در حیطهٔ تاکتیک‌های نظامی و نبردها سررشته دارد. شان گان عهده‌دار مسئولیت ضبط موشن کپچر این شخصیت بوده‌است.
- گوئینت پالترو در نقش پپر پاتز: نامزد تونی استارک و مدیرعامل صنایع استارک.[۳۰]
- بنیسیو دل تورو در نقش کلکتور: یک کلکسیونر وسواسی که علاقه به جمع‌آوری اشیای بین ستاره‌ای دارد.[۳۱]
- جاش برولین در نقش تانوس:

یک موجود قدرتمند که می‌خواهد سنگ‌های ابدیت را جمع‌آوری کند تا بتواند بر تمام دنیا مسلط باشد. استیون مک‌فیلی یکی از فیلم‌نامه‌نویسان فیلم دربارهٔ این شخصیت گفت که تانوس می‌خواهد با سنگ‌های ابدیت بر دنیا مسلط شود تا آن طور که خودش می‌خواهد دنیا را متعادل سازد. در کنار صداگذاری، برولین کار موشن کپچر این شخصیت را نیز انجام می‌دهد. دربارهٔ انتخاب این نقش برولین می‌گوید که دوست خوبش، لوییز داسپوزیتو که نایب‌رئیس استودیوی مارول است با او تماس گرفته و دربارهٔ این نقش با او صحبت کرده. برولین به دنبال جستجوی حس انسانیت در این شخصیت بود و در این باره گفت که «بخش‌هایی از او برای من نایاب است که به زودی آن‌ها را خواهم یافت.» کوین فیگ دربارهٔ این شخصیت گفت که «در فیلمی که این همه شخصیت دارد، می‌توانید بگویید او یکی از شخصیت‌های اصلی فیلم است و این کمی با فیلم‌های قبلی ما متفاوت است، ولی برای این فیلم مناسب است.» او همچنین توضیح داد که انگیزه‌های تانوس در این فیلم به خط داستان کمیک «گانتلت ابدیت» شباهت دارد. به گفتهٔ جو روسو، تانوس در این فیلم زره نمی‌پوشد، چون به آن نیازی ندارد. او گفت که در هنگامی که او به سنگ‌های ابدیت دست پیدا می‌کند، دیگر نیازی به پوشیدن زره ندارد. اما پیش از این به عنوان یک فرمانده جنگ لازم بود تا لباس نظامی بر تن کند.از بازی های دیگر این بازیگر میتوان به ددپول2 اشاره کرد.
- دانای گوریرا در نقش «اوکویه»، فرمانده دورا میلاژ.[۴۱]
- لتیشیا رایت در نقش شوری، خواهر تچالا.[۴۲]
- وینستون دوک در نقش ام‌باکو، رئیس یکی از قبایل واکاندا.[۴۳]
- جیکوب باتالون در نقش ند لیدز، دوست پیتر پارکر.[۴۴]
- فلورنس کازومبا در نقش آیو یکی از اعضای دورا میلاژ.[۴۳]
- ویلیام هرت در نقش تادئوس راس، یک ژنرال سابق که هم‌اکنون به سمت وزارت خارجه آمریکا رسیده‌است.[۴۵]
- کوبی اسمالدرز در نقش ماریا هیل[۴۶]
- ساموئل ال. جکسون در نقش نیک فیوری: مدیر سابق شیلد که در ابتدا گروه انتقام‌جویان را تشکیل داد.[۴۷]

همچنین چندین بازیگر دیگر دنیای سینمایی مارول نیز نقش خود را در این فیلم تکرار کرده‌اند. ایزابلا آمارا در نقش سالی، هم‌کلاسی پیتر پارکر؛ تام وان-لالور در نقش ابنی ماو، کری کون در نقش پروکسیما میدنایت و مایکل جیمز شاو در نقش کوروس گلیو. این چهار نفر علاوه بر صداپیشگی این شخصیت‌ها، کار ضبط حرکات آن‌ها (موشن پیکچر) را نیز انجام داده‌اند.
راس مارکواند در نقش جمجمه قرمز ایفای نقش کرده‌است. مارکواند جانشین هوگو ویوینگ شد که پیش از این برای ایفای دوبارهٔ این نقش ابراز تردید کرده بود. استن لی هم به مانند تمامی فیلم‌های دنیای سینمایی مارول، در یک نقش کوتاه به عنوان راننده اتوبوس مدرسهٔ پیتر پارکر بازی کرده‌است.
همچنین برخلاف گزارش‌های پیشین مبنی بر حضور جرمی رنر، پل راد، تسا تامپسون، جان فاورو و آنجلا باست به ترتیب در نقش‌های کلینت بارتون / شاهین‌چشم، اسکات لنگ / انت‌من، والکیری، هپی هوگان و راموندا؛ هیچ‌کدام در نسخهٔ سینمایی این فیلم حضور نداشتند.

## تولید
در اکتبر ۲۰۱۴ مارول اعلام کرد که دنبالهٔ انتقام‌جویان: عصر اولتران دو قسمتی خواهد بود و قسمت اول انتقام‌جویان: جنگ بی پایان- قسمت ۱ نام خواهد داشت و در تاریخ ۴ مهٔ ۲۰۱۸ منتشر می‌شود و قسمت ۲ در ۳ مهٔ ۲۰۱۹ منتشر خواهد شد.
در آوریل ۲۰۱۵ برادران روسو به عنوان کارگردانان این دو قسمت انتخاب شدند تا فیلمبرداری فیلم را به صورت هم‌زمان انجام دهند. در همان ماه کوین فایگی اعلام کرد که این دو فیلم، دو فیلم مستقل خواهند بود و داستان‌هایشان به دو قسمت تقسیم نمی‌شود. تا مهٔ ۲۰۱۵، کریستوفر مارکوس و استیون مک‌فیلی هم برای نوشتن فیلم‌نامهٔ هر دو قسمت فیلم استخدام شده بودند. یک سال بعد، برادران روسو اعلام کردند که برای از بین برد شبههٔ این موضوع که این دو فیلم یکی هستند و به دو قسمت تقسیم شده‌اند، قصد دارند نام فیلم‌ها را تغییر بدهند. در ژوئیه ۲۰۱۶، مارول اعلام کرد که نام این فیلم انتقام‌جویان: جنگ ابدیت خواهد بود. در اکتبر ۲۰۱۶، فیگ اعلام کرد که فیلم‌برداری در ژانویه ۲۰۱۷ آغاز می‌شود و تا اکتبر یا نوامبر ۲۰۱۷ طول خواهد کشید.
فیلمبرداری فیلم با مدیریت ترنت اوپالاک در ۲۳ ژانویه ۲۰۱۷ در پاین‌وود آتلانتا آغاز شد. در اوایل فوریه ۲۰۱۷، مارول حضور رابرت داونی جونیور در نقش مرد آهنی، کریس پرت در نقش پیتر کوییل و تام هالند در نقش مرد عنکبوتی در این فیلم را تأیید کرد. در فوریه ۲۰۱۷ فیلم‌برداری در کشور اسکاتلند ادامه پیدا کرد. در اوایل ماه مهٔ ۲۰۱۷، فیلم‌برداری در دورهام، انگلستان ادامه یافت و سپس به مرکز آتلانتا در ایالت جورجیای آمریکا منتقل شد. بعد از آن قسمتی از فیلم‌برداری در میانهٔ ماه در کویینز انجام شد. فیلم‌برداری این فیلم در ۱۴ ژوئیه ۲۰۱۷ به پایان رسید. برای سکانس پایانی که در ان تانوس در خانه‌ای روستایی دیده می‌شود، سازندگان فیلم با همکاری استودیویی در تایلند از تصاویر شالیزارهای پلکانی بانائو در ایفوگائو، تایلند استفاده کردند.
کمی بعد، در همان ماه ژوئیه، جو روسو اعلام کرد که برخی از سکانس‌های این فیلم باقی مانده و در ماه‌های آینده، فیلم‌برداری آن انجام خواهد شد. در اوایل مارس ۲۰۱۸، دیزنی تاریخ انتشار این فیلم را به ۲۷ آوریل ۲۰۱۸ تغییر داد.
کار جلوه‌های ویژهٔ این فیلم توسط شرکت‌های آی‌ال‌ام، فریم‌استور، متود استودیوز، وتا دیجیتال، دابل نگتیو، سینه‌سایت، دیجیتال دامین، رایز، لولا وی‌اف‌اکس و پرسپشن انجام شد. با بودجه‌ای در حدود ۳۱۶–۴۰۰ میلیون دلار، این فیلم یکی از پرهزینه‌ترین فیلم‌های ساخته شده می‌باشد. ایوانز و همسورث هر کدام برای این فیلم ۱۵ میلیون دلار دستمزد گرفتند.

## موسیقی
در ژوئن ۲۰۱۶، آلن سیلوستری که پیش از این کار ساخت موسیقی انتقام‌جویان را بر عهده داشت، به عنوان آهنگساز این فیلم اعلام شد.
بعد از اکران فیلم انتقام‌جویان: جنگ ابدیت، نسخه دیجیتال موسیقی‌متن این فیلم، منتشر شد که به گفته خود آلن سیلوستری یکی از متفاوت‌ترین آثاری است که تا به‌حال آهنگسازی کرده‌است.

## انتشار
انتقام‌جویان: جنگ ابدیت در ۲۵ آوریل ۲۰۱۸ به صورت بین‌المللی و در ادامه در روزهای ۲۶ و ۲۷ آوریل در برخی کشورهای دیگر و در ۲۷ آوریل ۲۰۱۸ به صورت آی‌مکس در ایالات متحده اکران شد.

## پیش نمایش
نخستین تریلر از جنگ ابدیت در ۲۹ نوامبر ۲۰۱۷ منتشر شد. این تریلر در ۲۴ ساعت اولیهٔ انتشارش به رکورد ۲۳۰ میلیون بازدید رسید و رکورد قبلی را که در اختیار تریلر فیلم آن بود را شکست. دومین تریلر از این فیلم در ۱۶ مارس ۲۰۱۸ منتشر شد و در کمتر از ۳ ساعت، به ۱ میلیون بازدید در یوتیوب رسید.

## دنباله
دنباله این فیلم با عنوان انتقام‌جویان: پایان بازی در تاریخ ۲۶ آوریل ۲۰۱۹ منتشر شد، که برادران روسو کارگردانی آن را بر عهده دارند و مک‌فیلی و مارکوس فیلم‌نامهٔ آن فیلم را نیز نوشته‌اند.